# Marco Bussetti
Marco Bussetti (ur. 28 maja 1962 w Gallarate) – włoski nauczyciel i urzędnik administracji oświatowej, od 2018 do 2019 minister edukacji, szkolnictwa wyższego i badań naukowych.

## Życiorys
Z wykształcenia nauczyciel wychowania fizycznego, absolwent Katolickiego Uniwersytetu Najświętszego Serca w Mediolanie oraz wyższego instytutu wychowania fizycznego ISEF w tym mieście. Obejmował różne funkcje w instytucjach sportowych na poziomie regionalnym i w administracji publicznej. Był koordynatorem do spraw wychowania fizycznego i sportu w Varese, dyrektorem instytucji edukacyjnej ICS Aldo Moro w miejscowości Corbetta i dyrektorem w rządowej administracji oświatowej w Lombardii.
1 czerwca 2018 został powołany na urząd ministra edukacji, szkolnictwa wyższego i badań naukowych w nowo powołanym rządzie Giuseppe Contego. Na stanowisko to rekomendowała go Liga Północna. Zakończył urzędowanie wraz z całym gabinetem we wrześniu 2019.